# Cmentarz żydowski w Skwierzynie
Cmentarz żydowski w Skwierzynie – jeden z największych kirkutów w województwie lubuskim. Cmentarz zajmuje powierzchnię ok. 2,23 ha, w 2002 znajdowało się na nim 247 nagrobków (macew). Znajdujące się tam macewy stanowią jedne z najcenniejszych zabytków Skwierzyny.
Najstarsze zachowane nagrobki na cmentarzu pochodzą z początków XVIII w., choć cmentarz istniał prawdopodobnie od XV w. Cmentarz funkcjonował do lat 30. XX w. i jako jeden z nielicznych nie został zdewastowany w czasie II wojny światowej. Dopiero w latach 70. miejscowe władze zaczęły „porządkowanie” terenu cmentarza, które miało doprowadzić do jego całkowitej likwidacji. Próby renowacji cmentarza podjęto w 1992, nie było jednak wtedy na to środków. Dopiero wsparcie finansowe i organizacyjne kilku instytucji charytatywnych umożliwiło odbudowanie cmentarza w 2002. Już rok później cmentarz został ponownie zdewastowany przez nieznanych sprawców. W kolejnych latach przeprowadzono działania renowacyjne o ograniczonym charakterze.

## Historia cmentarza

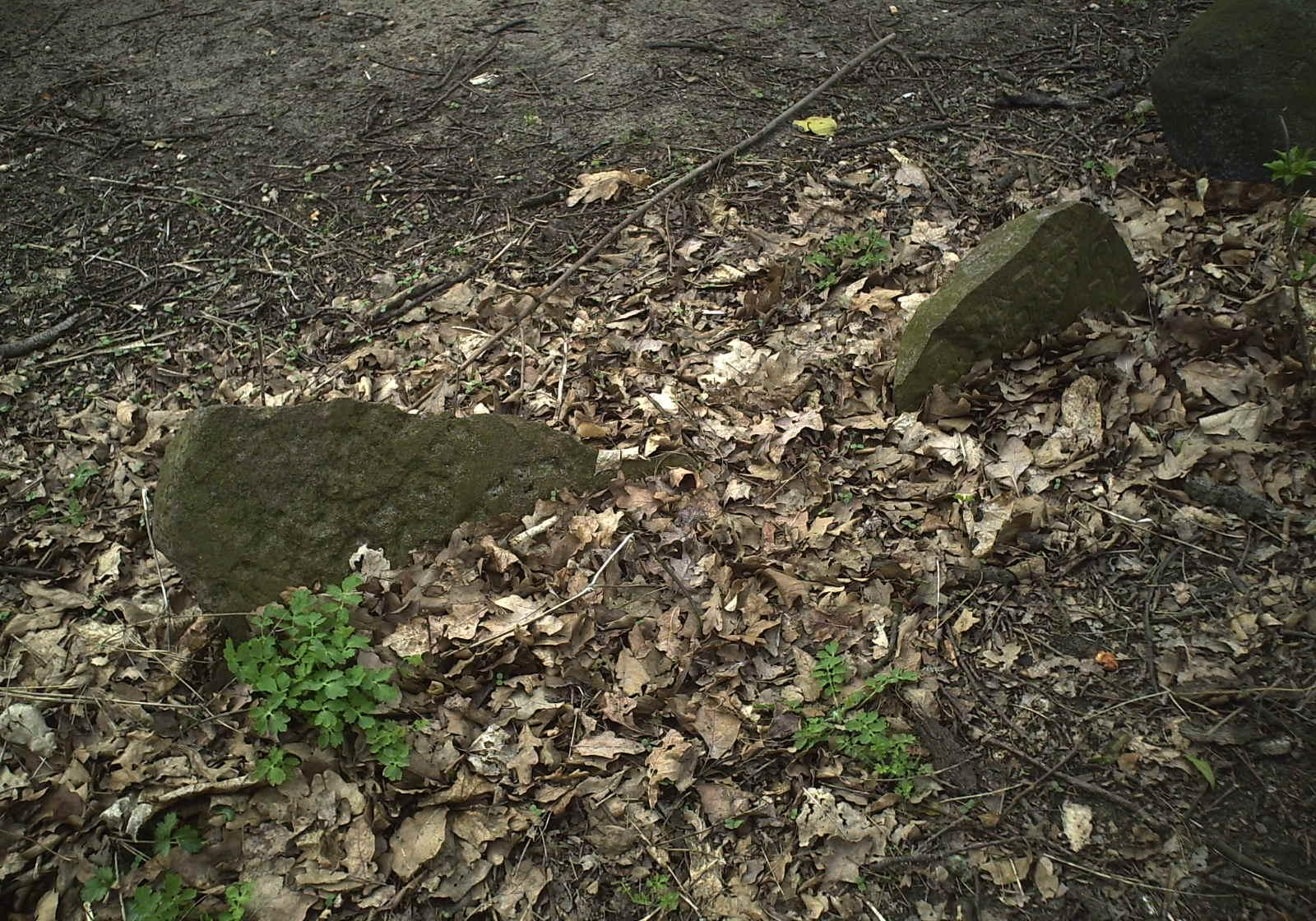
Najstarsze nagrobki, pochodzące z 1736

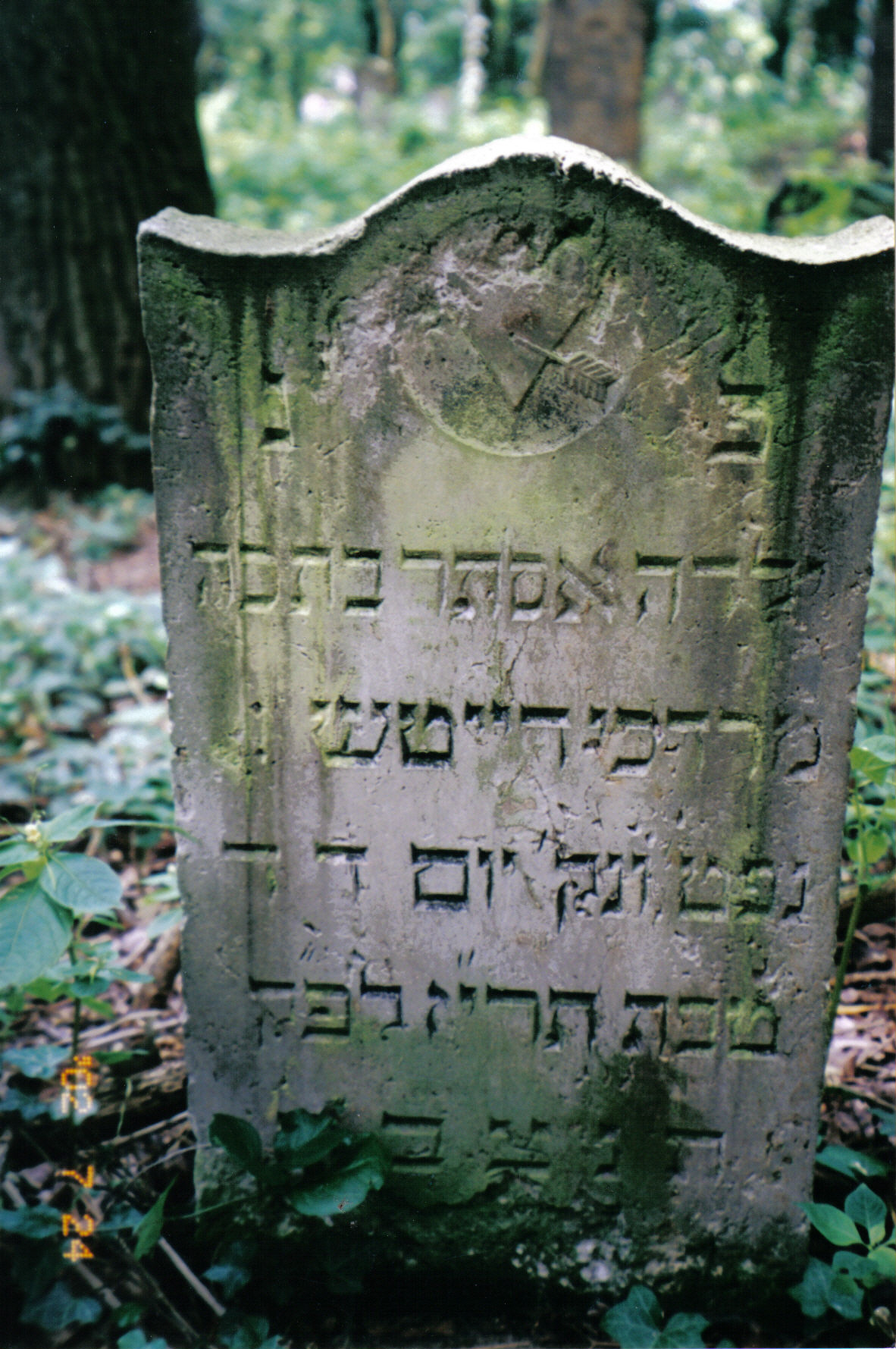
Nagrobek Ester Dajcz zmarłej i pochowanej 31 grudnia 1856

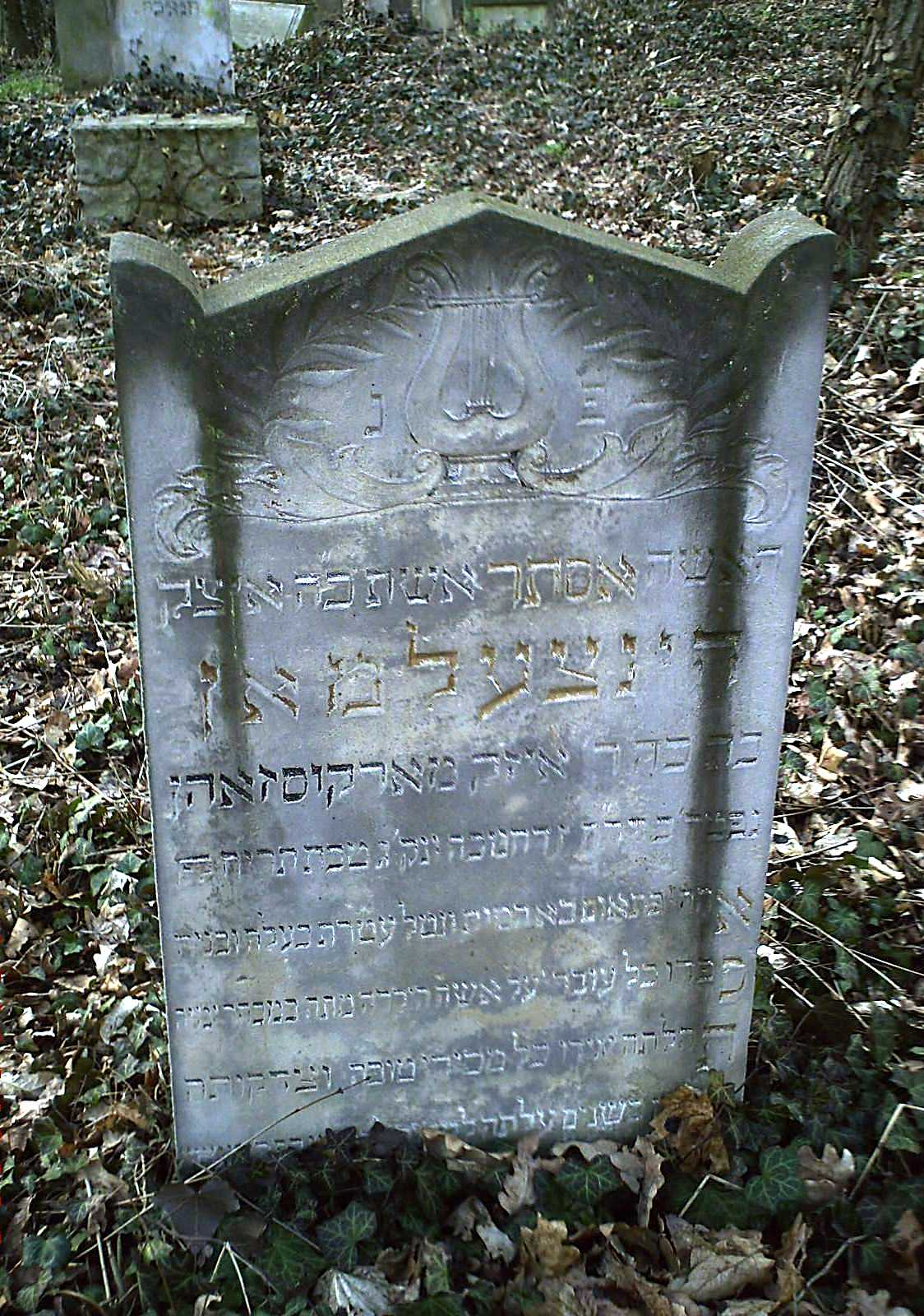
Nagrobek z motywem liry i widocznymi resztkami złotej polichromii

Dokładna data założenia cmentarza nie jest znana, choć można domniemywać po datowaniu najstarszego nagrobka, iż zaczęto tam dokonywać pochówków na początku XVIII wieku. Ocenia się, iż skoro początki gminy żydowskiej w Skwierzynie to XV wiek, musiał istnieć starszy kirkut, który być może znajdował się niedaleko starego cmentarza protestanckiego, którego ślady do niedawna były zauważalne przy dzisiejszej ulicy Jana III Sobieskiego.
Ostatnich zmarłych pogrzebano tam w latach 30. XX wieku, kiedy to w mieście nie było już prawie Żydów. Kirkut przetrwał czasy nazizmu i wojennej pożogi w stanie niemal nienaruszonym. Stan taki utrzymywał się mniej więcej do połowy lat 60., do tego czasu nekropolia nie ucierpiała poważniej z ręki człowieka.
Przełom lat 60. i 70. to jednak okres zorganizowanej działalności władz lokalnych mającej na celu oficjalnie „uporządkowanie” cmentarza, a faktycznie jego całkowite zniszczenie. Przez jakiś czas prowadzono akcję demontażu i wywozu nagrobków wykonanych z co szlachetniejszych materiałów – część z nich trafiło nawet do Poznania i Szczecina, gdzie zostały wykorzystane do celów budowlanych. Na początku lat 70. przeprowadzono demontaż szczególnie cennych nagrobków, grobowców rodzinnych z czarnego szwedzkiego marmuru oraz metalowe, kute ogrodzenia.
Dodatkowo kirkut był dewastowany przez miejscowych mieszkańców. Wiele z macew zostało przez nich ukradzionych, posłużyły jako elementy fundamentów niedalekich domów jednorodzinnych. Cmentarz stopniowo zarastał krzakami, a co gorsza stał się miejscem spotkań miejscowego marginesu społecznego. Z powyższych powodów większość nagrobków nie wytrzymało próby czasu i albo poprzewracała się albo też popękała. Na ich niekorzyść działało także spore nagromadzenie śmieci i opadłych z drzew, gnijących liści. Nie wystarczało okresowe sprzątanie terenu kirkutu, które wykonywali uczniowie skwierzyńskich szkół pod kierownictwem nauczycieli. Oprócz niszczenia i kradzieży macew, wiele grobów rozkopano w poszukiwaniu cennych przedmiotów, jakie rzekomo mieli mieć przy sobie zmarli.
W 1992 Waldemar Chrostowski, wojewódzki konserwator zabytków, wpisał skwierzyński kirkut do rejestru zabytków. Na jego polecenie cmentarz zbadali Henryk Grecki (z Pracowni Zieleni Zabytkowej w Szczecinie) i Ryszard Patorski (muzeum w Międzyrzeczu), wykonując zdjęcia 162 macew. Tłumaczeniem inskrypcji na nagrobkach zajął się Paweł Woronczak, a dokumentację tej inwentaryzacji przesłano m.in. do Żydowskiego Instytutu Historycznego (ŻIH) w Warszawie.
W czerwcu 2002, z inicjatywy Skwierzyńskiego Stowarzyszenia Rozwoju Gospodarczego i przy wsparciu finansowym Fundacji Forda oraz Akademii Rozwoju Filantropii w Polsce, miał miejsce projekt „Przywrócić Pamięć” (jego wartość wyniosła 26,5 tys. zł). Teren został uporządkowany, przewrócone macewy oczyszczone i ponownie ustawione. Na terenie kirkutu umieszczono tablice informacyjne, na których widniały informacje dotyczące historii skwierzyńskich Żydów, wybudowano także drewniane schodki ułatwiające podejście pod jedno z piaszczystych zboczy wzgórza. W akcji, prócz wynajętych pracowników i uczniów miejscowych szkół średnich, wzięli także młodzi Niemcy z Mauritius Gymnasium w Büren k. Paderborn. Otwarcie odrestaurowanej nekropolii, w którym uczestniczyli przedstawiciele żydowskiej gminy wyznaniowej ze Szczecina, połączone zostało z konferencją naukową i wystawą fotografii przedstawiających cmentarz.
Rok później, w nocy z 9 na 10 listopada 2003, cmentarz został zdewastowany. Na stronie antyrasistowskiej organizacji Nigdy Więcej, w tzw. „Brunatnej Księdze”, wydarzenie opisano w następujący sposób:

SKWIERZYNA. W okolicach 11 listopada nieznani neonaziści sprofanowali cmentarz żydowski. Zniszczyli nagrobki z niemieckimi, hebrajskimi i judaistycznymi napisami. Narysowali także swastyki i symbole SS oraz napisali: "Jude raus" i "Kristall Nacht". Cmentarz ten, krótko przed aktem rasistowskim, został odnowiony przez mieszkańców Skwierzyny.

 Wiele nagrobków zostało przewróconych lub rozbitych. Większość napisów wykonanych przez wandali udało się usunąć, ale w kasie gminnej nadal brakuje pieniędzy na całkowitą renowację cmentarza. Sprawcy profanacji nie zostali wykryci, a sprawę szybko zbagatelizowano. Kirkut niszczeje ponownie. Pomimo tego, młodzież z miejscowego liceum regularnie go porządkuje, oczyszczając nekropolię ze śmieci i opadłych liści.
W lipcu 2014 władze gminy Skwierzyna wyremontowała schody, prowadzące do nekropolii od strony centrum miasta. Łączny koszt tego przedsięwzięcia wyniósł blisko 29 tys. zł, z czego około 15 tys. stanowiła dotacja z unijnego Programu Rozwoju Obszarów Wiejskich.
W kwietniu 2015 cmentarz został uporządkowany przez grupę wolontariuszy z niemieckiego stowarzyszenia „Znaki Pokuty”. Oczyścili oni część nagrobków, zebrali śmieci i ustawili przewrócone macewy.

## Położenie
Obecnie cmentarz żydowski w Skwierzynie jest jedynym zachowanym fizycznym śladem wielowiekowej obecności Żydów w tym mieście. Zgodnie z judaistyczną tradycją, umiejscowiony jest na wzniesieniu, które przed wojną w języku niemieckim nosiło nazwę Judenberg („Żydowska Góra”, dawna – niemieckojęzyczna – nazwa tego wzgórza nie jest obecnie używana przez mieszkańców Skwierzyny), znajdującej się przy ulicy Mickiewicza, niedaleko drogi dojazdowej do Międzyrzecza. Wiadomo, iż chowano tam także Żydów z sąsiedniego Murzynowa.
Cmentarz zajmuje powierzchnię ok. 2,23 ha, choć szacuje się, iż mógł być o wiele większy. Jest to drugi pod względem powierzchni cmentarz żydowski w województwie lubuskim. Największy kirkut znajduje się w Słubicach – 2,35 ha, ale jest o wiele uboższy, jeżeli brać pod uwagę liczbę zachowanych macew. Teren cmentarza nie jest wyraźnie oddzielony od reszty wzgórz, nie zachował się mur ani ogrodzenie. Widoczne jedynie pozostałości kamiennej bramy posesji bezpośrednio graniczącej z kirkutem. Całość pokryta jest lasem liściastym, w większości dębami porośniętymi bluszczem. Graniczy bezpośrednio z cmentarzem katolickim (dawnym ewangelickim), leżącym u północnego podnóża wzniesienia. Nekropolia oddalona jest o ok. 2 km od centrum miasta.

## Nagrobki

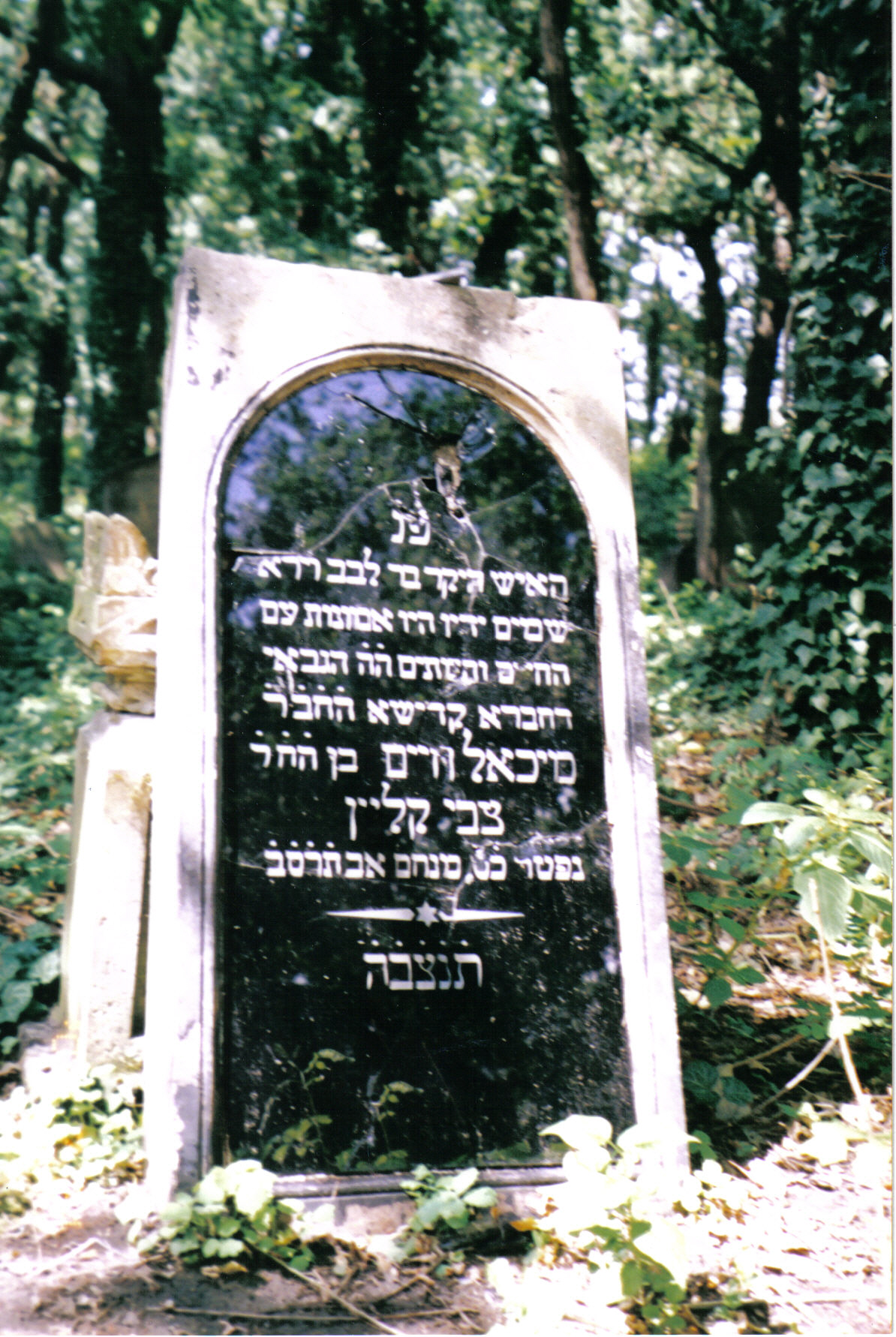
Nagrobek z tablicą z czarnego szkła

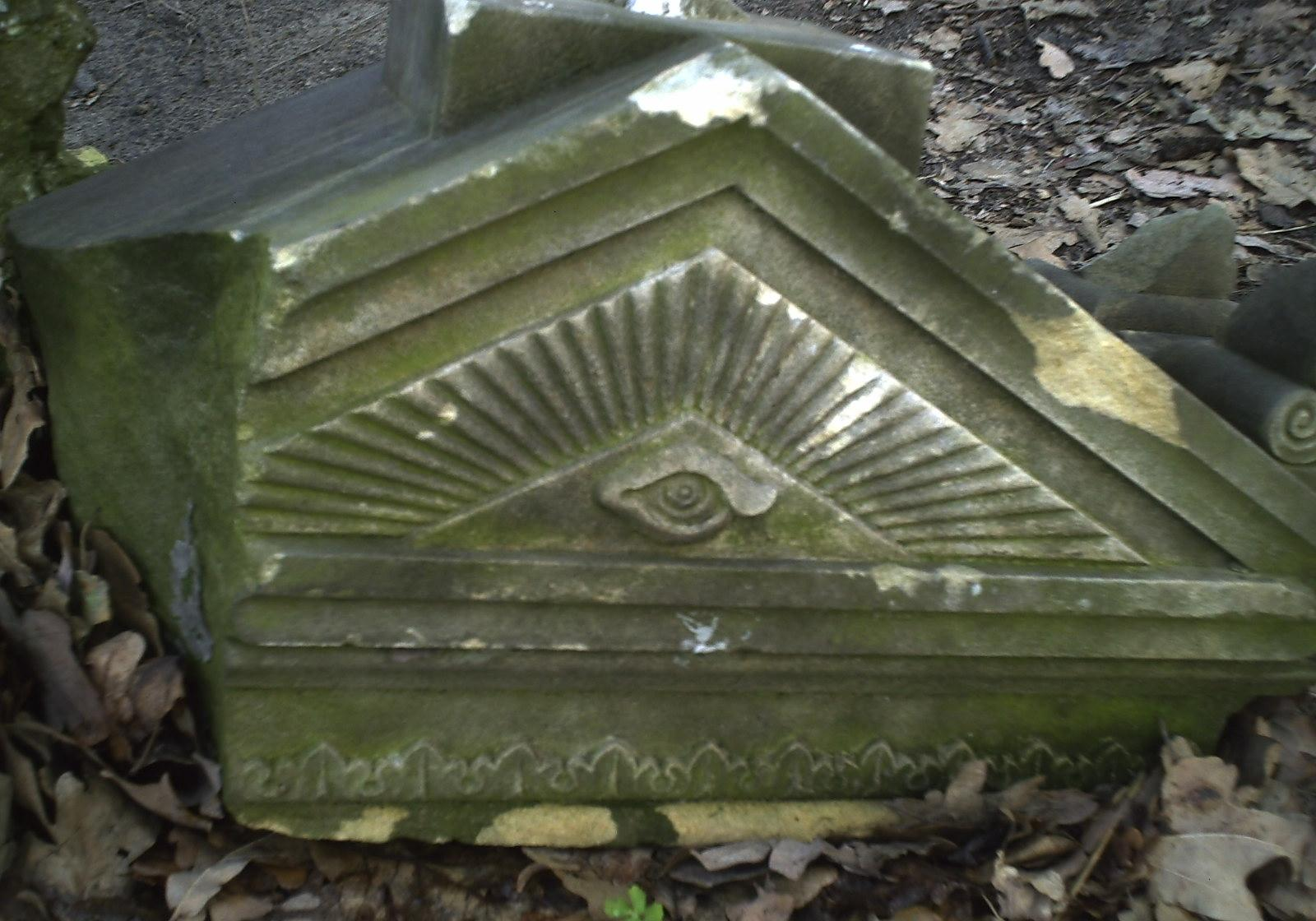
Motyw „oka Opatrzności”

W 2007 na kirkucie znajdowało się 247 nagrobków (macew), istnieją dane iż bezpośrednio po II wojnie światowej na cmentarzu zachowały się także pozostałości domu pogrzebowego i studni, a także ogrodzenie oraz brama. Najstarszy zachowany nagrobek pochodzi z 1736, gdy Skwierzyna znajdowała się jeszcze w granicach I Rzeczypospolitej.
Większość nagrobków, mierzących od kilkudziesięciu centymetrów, do nawet 1,5 m wysokości, wykonanych jest z bogato zdobionego, szarego lub różowego piaskowca. Rzadziej trafiają się macewy granitowe. Zakończone są najczęściej trójkątnie lub półkoliście. Najstarsze macewy wykonane są natomiast ze zwykłych, polnych głazów, u (jak się wydaje) uboższych zmarłych nie są one nawet obrobione w celu nadania im kształtu prostopadłościanu. Do niedawna podziwiać można było także macewy wzbogacone o gustowne tablice wykonane z czarnego szkła, ale z powodu sporej wartości stały się przedmiotem kradzieży. Niewielkie odłamki owego szkła poniewierają się do dziś po ścieżkach wijących się pomiędzy macewami.
Na części nagrobków zachowały się resztki kolorowych zdobień, polichromii, które nie zdołały jednak oprzeć się działaniu czasu. Kilka szczególnie ozdobnych macew wyposażona jest na czubku w kamienne zdobienie, przypominające szyszkę, umocowaną za pomocą metalowego drutu przebiegającego przez wnętrze kamienia.
Jeden z nagrobków przypomina kształtem walec lub kolumnę, a stylizowany jest na pień drzewa – posiadają rzeźbioną korę i krótką gałąź. Brak przy nim tablicy, nie wiadomo więc, kto pod nim spoczywa. O wiele więcej kamieni nagrobnych tego typu znaleźć można na pobliskim starym cmentarzu katolickim, co świadczyć może o wpływach, jakie katolicka sztuka sakralna wywierała na żydowską.
Najstarsze kamienie nagrobne znajdują się na samym szczycie wzgórza, w jego zachodniej części, zgodnie z kolejnością odbywających się tam dawniej pochówków. Najpierw grzebano na najwyższej części wzniesienia, z braku miejsca przechodząc coraz niżej. W północno-wschodniej i wschodniej części cmentarza odnaleźć można fundamenty grobowców zamożniejszych zmarłych, być może resztki tak zwanych oheli. Środkowa część wypełniona jest natomiast grobami dziecięcymi.
Część nagrobków opisana jest podwójnie – z przodu widnieją napisy w języku hebrajskim, z tyłu – w języku niemieckim. Obowiązek takiego oznaczania macew wprowadzono wobec Żydów zamieszkujących teren państwa pruskiego w latach 30. XIX wieku. Dane najczęściej pojawiające się na kamieniach nagrobnych:
- imię i nazwisko zmarłego,
- data śmierci (podawana w formie uproszczonej, cechującej się nie uwzględnianiem tysięcy, czyli po hebrajsku „według uproszczonej rachuby” – קפל),
- data pochówku,
- informacje mówiące o zawodzie, zajęciu zmarłego (np. rabin czy nauczyciel),
- na koniec sformułowanie „Niech dusza jego/jej zostanie związana w woreczku żywych” (zapisywane skrótem hebrajskim הבצנת).

### Symbolika
Macewy znajdujące się na cmentarzu żydowskim w Skwierzynie są bogato zdobione. Społeczność zamieszkująca miasto znajdowała się pod silnym wpływem żydostwa niemieckiego i protestantyzmu, co odwzorowane jest częściowo w sztuce sakralnej obecnej na kirkucie. Ornamenty odnajdowane na nagrobkach mówią wiele o zmarłymi spoczywającymi pod nimi.

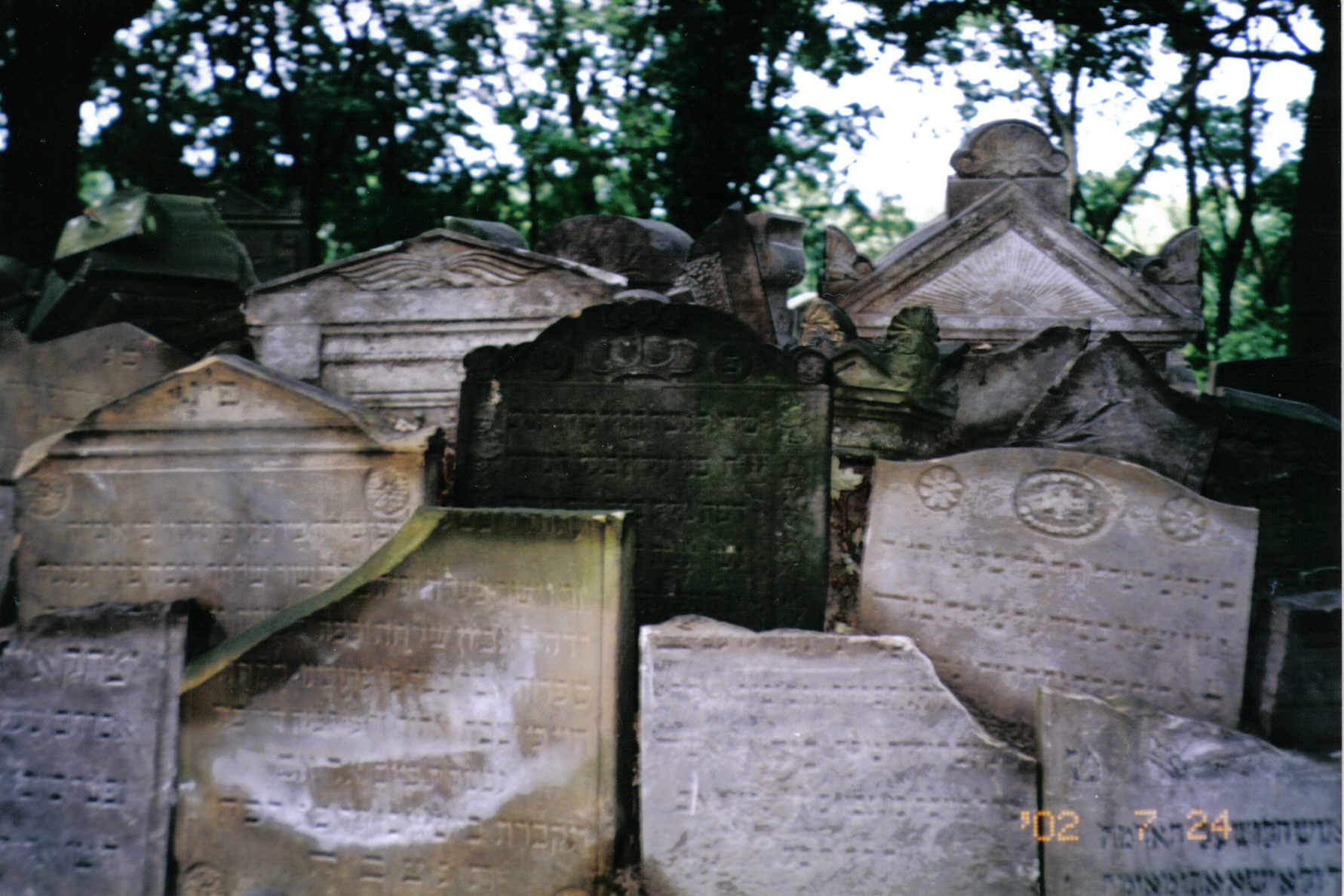
Lapidarium, na macewach widoczne symbole m.in. korony, liści palmowych i tzw. „oka Opatrzności”

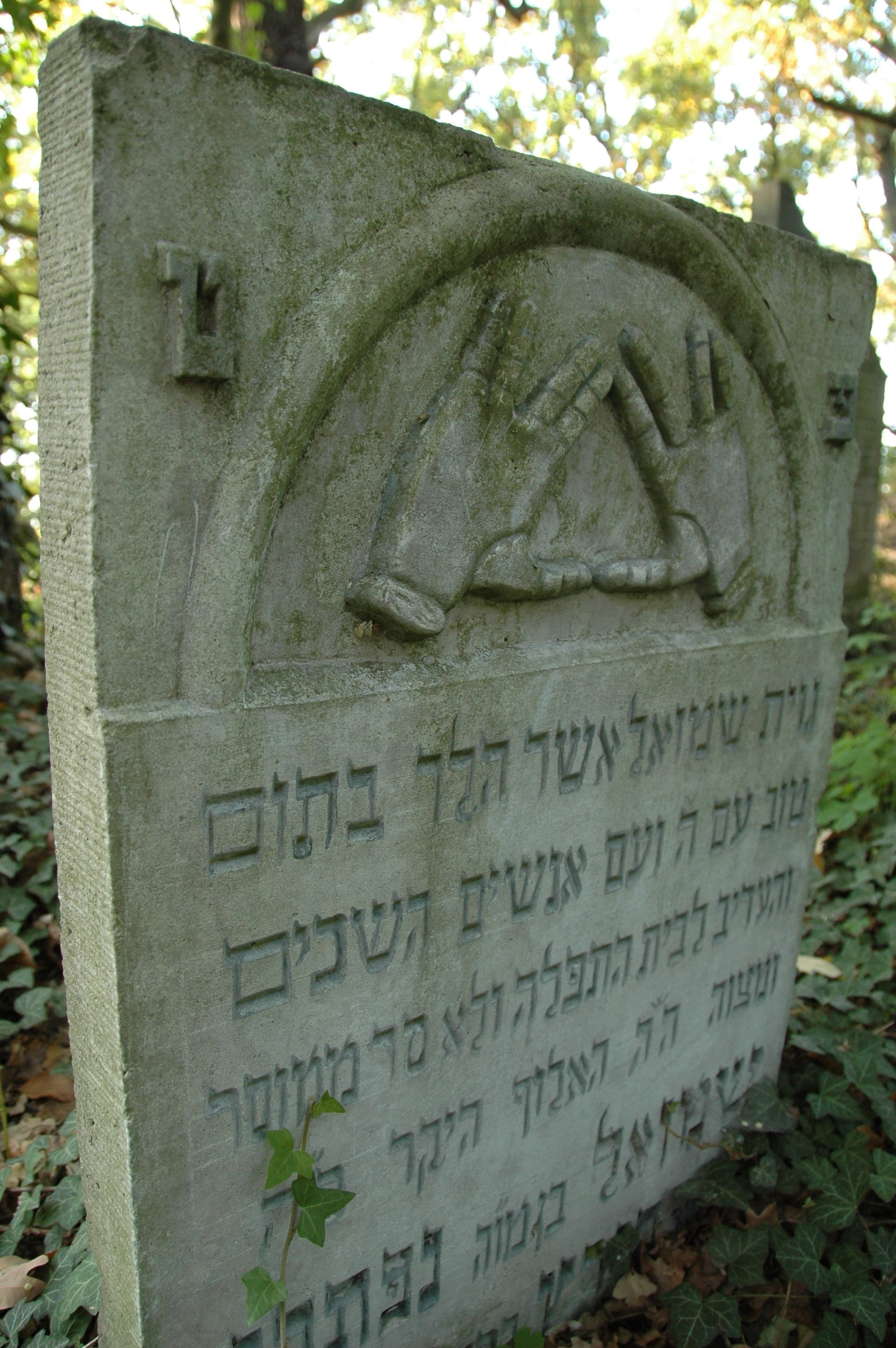
Symbol dłoni – grób kapłana (cohena)

Motywy najczęściej pojawiające się na macewach:
- dłonie kapłana – ułożone w geście błogosławieństwa kapłańskiego (hebr. Birkat ha-kohanim)[d], najczęściej na grobach osób pełniących posługę w synagodze, uważanych za potomków arcykapłana Aarona, osoby pochowane w grobach z takimi nagrobkami najczęściej noszą nazwisko Cohen (hebr. kapłan)[e], symbol dłoni pojawia się na 11 macewach[1],
- księga – pochowany był uczonym w piśmie, rabinem, taki motyw znajduje się na do dziś zachowanym kamieniu nagrobnym Dawida Mayera,
- oko Opatrzności – motyw najbardziej charakterystyczny dla skwierzyńskiego cmentarza, najczęstszy na tym kirkucie, pokazuje silny wpływ protestantyzmu na gminę żydowską w Skwierzynie, motyw taki występuje na 21 macewach[1],
- lew – oznacza osobę o imieniu Jehuda Arie lub Lejb (odpowiednio w hebrajskim i jidysz – lew), albo też kogoś niezwykle silnego lub odważneg[8][9]; występuje na 2 nagrobkach,
- dłoń lejąca wodę z dzbana – na grobach osób z rodu Lewiego, obmywających dłonie kapłana przed nabożeństwem[10][9], motyw występujący na 9 macewach[1],
- złamany kwiat lub drzewo – symbol niespodziewanej i gwałtownej śmierci, na kilku (3) macewach także kwiat z motylem, symbolem wędrówki dusz[9]; motyw złamanego drzewa pojawia się na 12 macewach, a złamanego kwiatu na dalszych 11[1],
- korona – symbol wieloznaczny, używany w celu ukazania szacunku zmarłemu, jako uczonemu w piśmie lub będącemu głową rodziny bądź też jakiejś większej społeczności, jej umieszczenie oznaczało, że zmarły zasłużył na otrzymanie „korony dobrego imienia” (keter szem tow)[9]; symbol znajdujący się na 2 kamieniach nagrobnych[1],
- lira – zmarły był muzykiem lub nawet kantorem synagogalnym; występuje na 2 nagrobkach[1],
- gałązka palmowa – symbol odkupienia, uważana także za symbol ludzi sprawiedliwych, którym dane będzie cieszyć się życiem wiecznym, jak również jednostek dobrych i cnotliwych, nie znających jednak Tory[11]; pojawia się na 5 macewach[1],
- serce przebite strzałą – znak, iż odejście tego zmarłego (być może nagłe) sprawiło niezwykły ból bliskim mu osobom; motyw wyjątkowy (pojawiający się na tylko jednej macewie), wskazujący na zeświecczenie symboliki.

Nie zachował się natomiast żaden nagrobek z motywem dłoni trzymającej nóż – symbolu mohela (rzezaka), dokonującego rytualnego obrzezania. Osoba zajmująca się wykonywaniem takich zabiegów musiała być członkiem skwierzyńskiej gminy żydowskiej, zważywszy na jej wielkość i znaczenie. Po bokach każdego reliefu znaleźć można hebrajskie litery Pe i Nun (נ i פ), będące skrótem sentencji nagrobnej „Tu spoczywa”.

### Grób Dawida Meyera

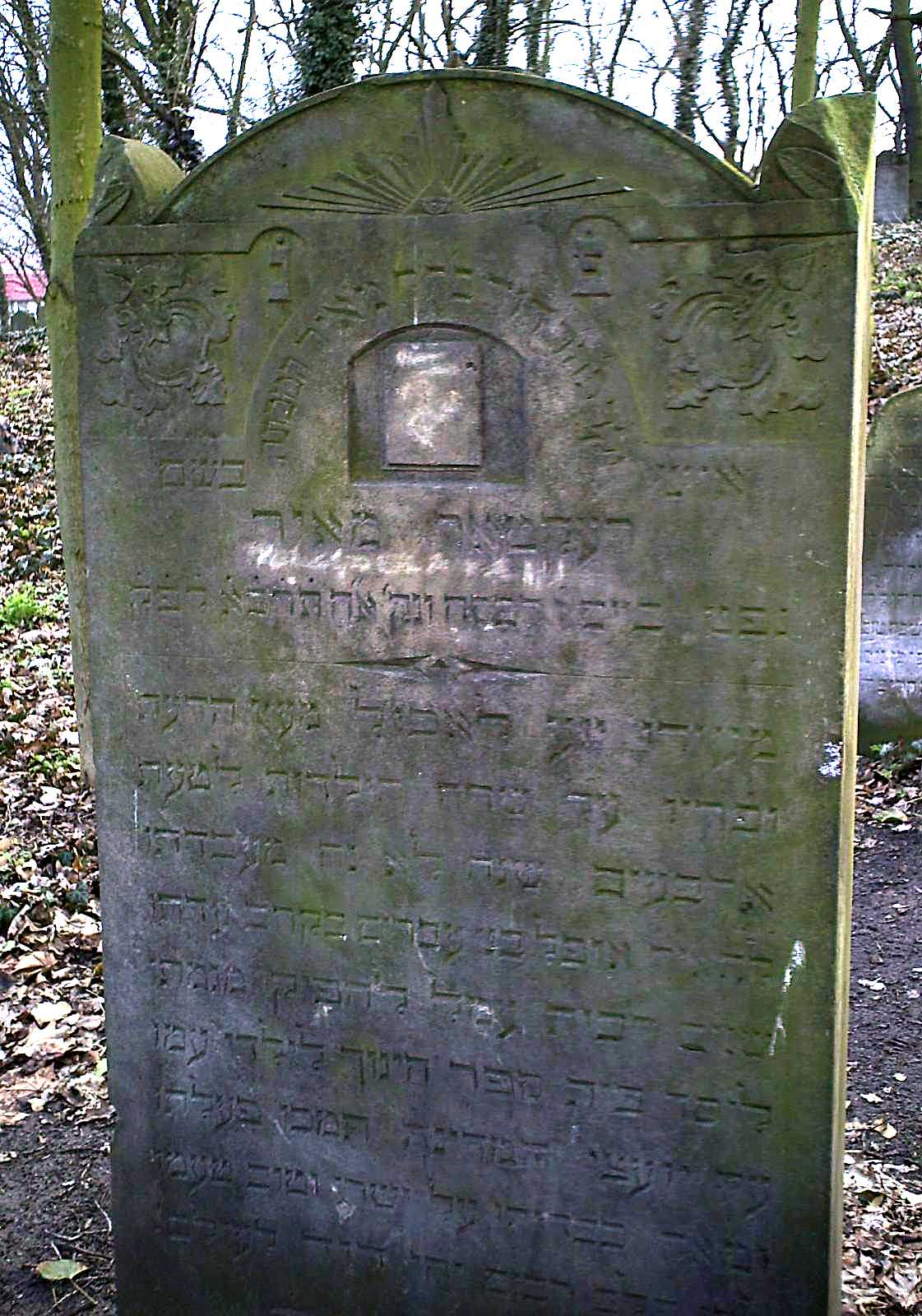
Nagrobek Dawida Meyera, widoczny symbol księgi

Dawid Meyer jest najciekawszą chyba postacią spoczywającą na skwierzyńskim kirkucie. Był on rektorem żydowskiej szkoły elementarnej i wielkim zwolennikiem oświecenia żydowskiego – haskali. Postulował on wprowadzenie nowego modelu edukacji. Jak podkreślają źródła pisane mu współczesne – był przeciwnikiem bicia w szkole dzieci, co jak na ówczesne czasy było całkowitym novum.

Meyer uczył hebrajskiego, niemieckiego, francuskiego, włoskiego, łaciny, a także muzyki. Jego grób znajduje się w północnej części cmentarza, wyróżniając się wysokością nagrobka, a także wyrzeźbionym na niej motywem grubej księgi, będącej symbolem mądrości pochowanego. Napis na macewie głosi: 

Tu leży mąż drogi, szanowny pan Dawid szanowny syn pana Meira, zwany imieniem Rektor Meir. Odszedł 7 dnia Pesach i pogrzebany został w dzień po święcie, 621 według krótkiego rachunku. Zawsze wysilał się, by spożywać z drzewa wiedzy, a owoc na polu dzieciństwa zasadzić. Czterdzieści lat nie odpoczął od swej pracy – rozświetlać ciemność synów Hebrajczyków w swoim zgromadzeniu. Lat wiele trudził się, by urzeczywistnić swój cel, założyć szkołę dla dzieci ludu swojego. Aż radcy państwa wsparli jego czyn i bardzo chwalili go za prawość i roztropność. Dlatego w sercu wielu żył będzie Dawid na wieki! Niech będzie dusza jego zawiązana w woreczku żywych. (tłumaczenie z hebrajskiego P. Woronczak)

Dawid Meyer zmarł 1 kwietnia 1861.

### Inne nagrobki

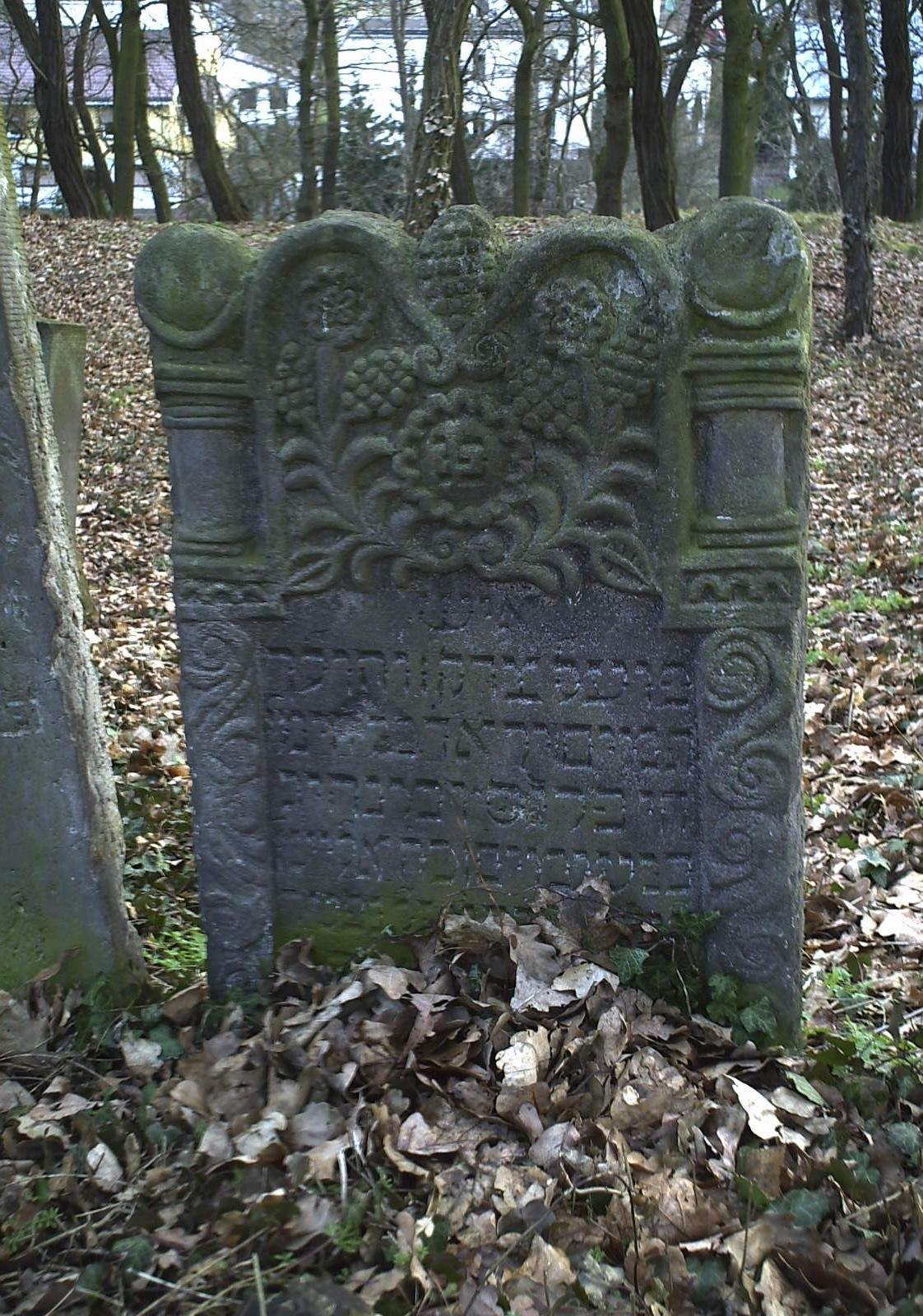
Macewa z 1806, grób Eliezera Lipmana

Na innych nagrobkach wyczytać można np.:
- Macewa z symbolem anielskich skrzydeł: „Tu pochowany: Aniołowie i ludzie chwycili trumnę, biada dniowi, dniowi gniewu i zburzenia. Patrzcie na wielkość niedoli i kielich nieszczęścia. Zwyciężyli aniołowie i porwana została trumna. Ten oto rabin przenikliwy, sławny, nasz nauczyciel i pan Aharon Kamin błogosławionej pamięci, którego płakaniem opłakiwać będzie każde oko i stopnieje każde serce nad zgubą bez miary. I była, gdy wyruszyła trumna na spoczynek, środa 12 elul 546 wedle krótkiego rachunku czasu. Niech będzie dusza jego związana w woreczku żywych”[12]. Zmarł 5 września 1786.
- Zdjęcie po prawej: „Tu pogrzebany mąż czyniący sprawiedliwość i postępujący nienagannie. Bał się Pana przez wszystkie dni, był starszym gminy, szanowny pan Eliezer Lipman B.R.M. Odszedł i pogrzebany został w dobrej sławie tiszri „książę życia” (568) wedle krótkiego rachunku. Niech będzie dusza jego związana w woreczku żywych”[12]. Zmarł 6 października 1806.
- Macewa z wizerunkiem lwa: „Tu pochowany rabi Lejb Britischer. Odszedł w dobrej sławie i pogrzebany został w niedzielę 589. Niech dusza jego związana będzie w woreczku żywych”. Zmarł 7 twet 5589, czyli 22 grudnia 1838.
- Nagrobek z symbolem drzewa z wbitą w jej pień siekierą: „Tu pochowano dziecko Tojbę, córkę szanowanego pana Hirsza B.Sz. Sztengera. Odeszła w niedzielę i pogrzebana została we wtorek 9 szwat 607, wedle krótkiego rachunku. Niech będzie dusza jej związana w woreczku żywych”. Zmarła w 7 szwat 5607, czyli 21 stycznia 1847 roku, a pochowana we wtorek 9 szwat 5607, tj. 23 stycznia 1847.
- Macewa z ornamentem złamanego krzewu: „Tu pogrzebane dziecko Aharon, syn uczonego. Odszedł w niedzielę 18 tamuz roku 626, wedle krótkiego rachunku. Niech będzie dusza jego związana w woreczku żywych”. Zmarł w 26 tamuz 5626, czyli 30 czerwca 1866.